# Самболіко
«Самболіко» — кінофільм режисера Міка Каурісмякі, що вийшов на екрани в 1996 році.

## Зміст
Музикант приїхав до Латинської Америки з Європи. Його виступи користуються популярністю, проте пристрасна красуня, що увірвалася в його життя, вибиває його зі звичної колії. Усе ускладнюється тим, що не один Ерік претендує на прихильність дівчини. Чи стане наш герой боротися з неприборканим ревнивцем або покірно відійде в сторону, проігнорувавши свої почуття?

## Ролі
| Актор                | Роль |
| -------------------- | ---- |
| Карі Вяянянен        | -    |
| Андреа Блум          | -    |
| Антоніо Каллоні      | -    |
| Ансельмо Васконцелос | -    |
| Бріно Мороні         | -    |
| Іван Сетта           | -    |
| Джерсон Араужо       | -    |
| Марселло Діас        | -    |
| Іван Мартінс         | -    |
| Антоніо Маркос       | -    |

## Знімальна група
- Режисер — Міка Каурісмякі
- Сценарист — Міка Каурісмякі
- Продюсер — Тельмо Майа, Регіна Циглер
- Композитор — Гебріел Мора